# Sanremo Young (seconda edizione)
La seconda e ultima edizione del talent show Sanremo Young è andata in onda su Rai 1 dal 15 febbraio al 15 marzo 2019, per un totale di 5 puntate, con la conduzione di Antonella Clerici.

## Cast

### Academy (giuria)
- Shel Shapiro e Maurizio Vandelli
- Baby K
- Rita Pavone
- Noemi
- Giovanni Vernia

- Rocco Hunt
- Enrico Ruggeri
- Amanda Lear
- Belén Rodríguez
- Angelo Baiguini

### Direttore d'orchestra
- Diego Basso

## Dettaglio delle puntate
Legenda

     Concorrente eliminato in finale

     Secondo classificato

     Vincitore

### Prima puntata -Dentro o fuori
Durante la prima puntata i venti concorrenti hanno eseguito dieci duetti e al termine di ogni esibizione l'Academy (con l'intervento del direttore d'orchestra Diego Basso in caso di parità) ha scelto uno dei due ragazzi come concorrente ufficiale del programma.
| Ordine di uscita | Interprete        | Canzone                 | Voto Academy | Voto Academy | Voto Academy | Voto Academy | Voto Academy | Voto Academy | Voto Academy | Voto Academy | Voto Academy | Voto Academy     | Voto Academy | Responso    |
| Ordine di uscita | Interprete        | Canzone                 | Lear         | Baby K       | Baiguini     | Belen        | Hunt         | Noemi        | Pavone       | Vernia       | Ruggeri      | Shapiro Vandelli | Punteggio    | Responso    |
| Prima sfida      | Prima sfida       | Prima sfida             | Prima sfida  | Prima sfida  | Prima sfida  | Prima sfida  | Prima sfida  | Prima sfida  | Prima sfida  | Prima sfida  | Prima sfida  | Prima sfida      | Prima sfida  | Prima sfida |
| ---------------- | ----------------- | ----------------------- | ------------ | ------------ | ------------ | ------------ | ------------ | ------------ | ------------ | ------------ | ------------ | ---------------- | ------------ | ----------- |
| 01               | Beatrice Zoco     | Tra te e il mare        |              |              |              |              |              |              |              |              |              |                  | 6            | Salvata     |
| 01               | Ilenia Cafagno    | Tra te e il mare        |              |              |              |              |              |              |              |              |              |                  | 4            | Eliminata   |
| Seconda sfida    |                   |                         |              |              |              |              |              |              |              |              |              |                  |              |             |
| 02               | Clara Palmeri     | È tutto un attimo       |              |              |              |              |              |              |              |              |              |                  | 7            | Salvata     |
| 02               | Laura             | È tutto un attimo       |              |              |              |              |              |              |              |              |              |                  | 3            | Eliminata   |
| Terza sfida      |                   |                         |              |              |              |              |              |              |              |              |              |                  |              |             |
| 03               | Antonio Vaglica   | Laura non c'è           |              |              |              |              |              |              |              |              |              |                  | 7            | Salvato     |
| 03               | Marco Vinci       | Laura non c'è           |              |              |              |              |              |              |              |              |              |                  | 3            | Eliminato   |
| Quarta sfida     |                   |                         |              |              |              |              |              |              |              |              |              |                  |              |             |
| 04               | Maxi Urban        | Pensieri e parole       |              |              |              |              |              |              |              |              |              |                  | 7            | Salvato     |
| 04               | Michele Braganti  | Pensieri e parole       |              |              |              |              |              |              |              |              |              |                  | 3            | Eliminato   |
| Quinta sfida     |                   |                         |              |              |              |              |              |              |              |              |              |                  |              |             |
| 05               | Giovanna Camastra | A te                    |              |              |              |              |              |              |              |              |              |                  | 6            | Salvata     |
| 05               | Giovanna Perna    | A te                    |              |              |              |              |              |              |              |              |              |                  | 4            | Eliminata   |
| Sesta sfida      |                   |                         |              |              |              |              |              |              |              |              |              |                  |              |             |
| 06               | Aurora            | Quando finisce un amore |              |              |              |              |              |              |              |              |              |                  | 3            | Eliminata   |
| 06               | Kimono            | Quando finisce un amore |              |              |              |              |              |              |              |              |              |                  | 7            | Salvata     |
| Settima sfida    |                   |                         |              |              |              |              |              |              |              |              |              |                  |              |             |
| 07               | Beatrice Zoco     | Tra te e il mare        |              |              |              |              |              |              |              |              |              |                  | 6            | Salvata     |
| 07               | Ilenia Cafagno    | Tra te e il mare        |              |              |              |              |              |              |              |              |              |                  | 4            | Eliminata   |
| Ottava sfida     |                   |                         |              |              |              |              |              |              |              |              |              |                  |              |             |
| 08               | Clara Palmeri     | È tutto un attimo       |              |              |              |              |              |              |              |              |              |                  | 7            | Salvata     |
| 08               | Laura             | È tutto un attimo       |              |              |              |              |              |              |              |              |              |                  | 3            | Eliminata   |
| Nona sfida       |                   |                         |              |              |              |              |              |              |              |              |              |                  |              |             |
| 09               | Antonio Vaglica   | Laura non c'è           |              |              |              |              |              |              |              |              |              |                  | 7            | Salvato     |
| 09               | Marco Vinci       | Laura non c'è           |              |              |              |              |              |              |              |              |              |                  | 3            | Eliminato   |
| Decima sfida     |                   |                         |              |              |              |              |              |              |              |              |              |                  |              |             |
| 10               | Beatrice Zoco     | Tra te e il mare        |              |              |              |              |              |              |              |              |              |                  | 6            | Salvata     |
| 10               | Ilenia Cafagno    | Tra te e il mare        |              |              |              |              |              |              |              |              |              |                  | 4            | Eliminata   |

### Seconda puntata -Greatest Hits
In questa puntata i dieci concorrenti hanno proposto dei duetti con altrettanti cantanti già affermati. Inoltre si è registrata nell'Academy l'assenza di Belén Rodríguez a causa di un'influenza.
| Ordine di uscita | Cantanti           | Artista duettante  | Brano                             |
| ---------------- | ------------------ | ------------------ | --------------------------------- |
| 1                | Tecla Insolia      | Ron                | Vorrei incontrati fra cent'anni   |
| 2                | Giovanna Camastra  | Marco Masini       | T'innamorerai                     |
| 3                | Eden               | Gigliola Cinquetti | Dio, come ti amo                  |
| 4                | Kimono             | Povia              | I bambini fanno "ooh..."          |
| 5                | Beatrice Zoco      | Alexia             | Dimmi come...                     |
| 6                | Maxi Urban         | Sergio Cammariere  | Tutto quello che un uomo          |
| 7                | Clara Palmeri      | Mietta             | Canzoni                           |
| 8                | Antonio Vaglica    | Nomadi             | Io vagabondo (che non sono altro) |
| 9                | Luigi Cascio       | Bianca Atzei       | Ciao amore, ciao                  |
| 10               | Giuseppe Ciccarese | Roberto Vecchioni  | Chiamami ancora amore             |

### Terza puntata -La notte degli esami
In questa puntata gli otto concorrenti hanno eseguito dei duetti con i componenti dell'Academy.
| Ordine di uscita | Cantanti                                    | Brano                                     |
| ---------------- | ------------------------------------------- | ----------------------------------------- |
| 1                | Eden con Belén Rodriguez                    | Torna a Surriento                         |
| 2                | Beatrice Zoco con Baby K                    | Da zero a cento                           |
| 3                | Kimono con Shel Shapiro e Maurizio Vandelli | Ma che colpa abbiamo noi e Ho in mente te |
| 4                | Tecla Insolia con Noemi                     | L'amore si odia                           |
| 5                | Giuseppe Ciccarese con Giovanni Vernia      | Signor tenente                            |
| 6                | Maxi Urban con Enrico Ruggeri               | Mistero                                   |
| 7                | Giovanna Camastra con Rocco Hunt            | Wake Up                                   |
| 8                | Antonio Vaglica con Rita Pavone             | Fortissimo                                |

### Quinta puntata -La finale
Nella prima manche i quattro finalisti hanno eseguito un brano in gara al Festival di Sanremo 2019 in duetto con i loro interpreti originali, successivamente si sono esibiti su un brano famoso affidato loro da Tony Renis e per ultimo hanno cantato ciascuno un brano di Riccardo Cocciante.
| Manche | Ordine di uscita | Cantanti                              | Brano                          |
| ------ | ---------------- | ------------------------------------- | ------------------------------ |
| 1      | 1                | Eden con Paola Turci                  | L'ultimo ostacolo              |
| 1      | 2                | Tecla Insolia con Arisa               | Mi sento bene                  |
| 1      | 3                | Kimono con Shade                      | Senza farlo apposta            |
| 1      | 4                | Giuseppe Ciccarese con Anna Tatangelo | Le nostre anime di notte       |
| 2      | 1                | Tecla Insolia                         | Gli uomini non cambiano        |
| 2      | 2                | Kimono                                | Le tasche piene di sassi       |
| 2      | 3                | Giuseppe Ciccarese                    | Cinque giorni                  |
| 2      | 4                | Eden                                  | Io che non vivo (senza te)     |
| 3      | 1                | Kimono                                | Margherita                     |
| 3      | 2                | Giuseppe Ciccarese                    | Un nuovo amico                 |
| 3      | 3                | Tecla Insolia                         | A mano a mano                  |
| 3      | 4                | Eden                                  | Bella (da Notre-Dame de Paris) |

#### Classifica finale
| Posizione | Cantanti           |
| --------- | ------------------ |
| 1         | Tecla Insolia      |
| 2         | Eden               |
| 3         | Kimono             |
| 4         | Giuseppe Ciccarese |

## Ascolti
| Puntata | Puntata           | Messa in onda    | Telespettatori | Share | Giudice speciale  | Ospiti |
| ------- | ----------------- | ---------------- | -------------- | ----- | ----------------- | --- |
| 1       | Dentro o fuori    | 15 febbraio 2019 | 3 623 000      | 16,2% | N.D.              | John Travolta |
| 2       | Greatest Hits     | 22 febbraio 2019 | 3 123 000      | 14,4% | Luca e Paolo      | Mietta, Ron, Roberto Vecchioni, Alexia, Marco Masini, Povia, Bianca Atzei, Sergio Cammariere, Gigliola Cinquetti, Nomadi, Daniel Ezralow |
| 3       | Notte degli esami | 1º marzo 2019    | 3 136 000      | 14,5% | Lorella Cuccarini | Mahmood, Stefano De Martino |
| 4       | Il sogno          | 8 marzo 2019     | 3 076 000      | 15%   | Gigi D'Alessio    | Gino Paoli |
| 5       | La finale         | 15 marzo 2019    | 3 382 000      | 15,8% | Raoul Bova        | Shade, Arisa, Tony Renis, Riccardo Cocciante, Paola Turci, Anna Tatangelo, il cast del musical We Will Rock You                          |
| Media   | Media             | Media            | 3 268 000      | 15,2% |                   | |